# Kostel svatého Michaela archanděla (Košice)
Kostel svatého Michala (do roku 2006 Kaple svatého Michala) je gotický kostel v Košicích. Kostel, vyhlášený spolu s Dómem svaté Alžběty a Urbanovou věží za národní kulturní památku v roce 1970, je ukázkou vrcholné gotické architektury na Slovensku.
Byl postaven pravděpodobně v druhé polovině 14. století jako pohřební kaple dómu svaté Alžběty, od něhož na jih se rozprostírá hřbitov. Proto je zasvěcena Archandělu Michalovi, který je zobrazen na fasádě, po stranách jsou archandělé Rafael a Gabriel. Kaple má i kostnici, kde se ukládaly starší kosti zemřelých.
V roce 1508 k ní byla přistavěna boční loď, která ve velikosti kaple samé k ní byla připojena ze severní strany. Město ji vystavělo pro svého rodáka a zvelebovatele Juraje Szatmáryho a jeho příbuzné. V 17. století byla kaple známá jako Slovenský kostel, protože se v něm jako jediném kostele ve městě konaly bohoslužby ve slovenštině. Od roku 1771 bylo zakázáno užívání hřbitova a okolí kostela se změnilo na park.
V letech 1903–1904 se uskutečnila první zásadní rekonstrukce kaple v duchu gotického purismu, přičemž se odstranila Szatmáryovská loď. V letech 1998–2006 se uskutečnila druhá zásadní rekonstrukce, která odstranila i neduhy první a získala cenu Fénix za nejlépe zrekonstruovanou stavbu roku 2006. V roce 2006 došlo překlasifikování stavby z kaple na kostel.